# أبرشية أوترخت
أبرشية أوترخت (باللاتينية: Archidioecesis Ultraiectensis)‏ هي أبرشية رومانية كاثوليكية في هولندا.